# Susi Pastoors
Susi Pastoors (ur. 13 lutego 1914, zm. 22 marca 1984) – niemiecka lekkoatletka, która specjalizowała się w rzucie oszczepem.
W 1938 wywalczyła tytuł wicemistrzyni Europy.